# Kjeld
Kjeld er et drengenavn, der er afledt af det nordiske Ketil, som oprindeligt havde formen "Kætil" eller "Ketill" og betyder "kedel", eventuelt "hjelm". På dansk forekommer endvidere formerne Keld, Kjell, Kell. Ifølge Danmarks Statistik bærer i 2007 lidt over 14.000 danskere et af disse navne. 

## Kendte personer med navnet
- Sankt Keld, dansk helgen.
- Kjeld Abell, dansk dramatiker.
- Keld Albrechtsen, dansk politiker.
- Kjell Magne Bondevik, norsk politiker og tidligere statsminister.
- Keld Bordinggaard, dansk fodboldspiller og -træner.
- Keld Heick, dansk sanger og entertainer.
- Kjeld Jacobsen, dansk skuespiller.
- Kjeld Kirk Kristiansen, dansk forretningsmand.
- Keld Markuslund, dansk skuespiller.
- Kjeld Nørgaard, dansk skuespiller.
- Kjeld Olesen, dansk politiker og tidligere minister.
- Kjeld Petersen, dansk skuespiller og komiker.
- Kjeld Rasmussen, dansk politiker og borgmester.

## Navnet anvendt i fiktion
- Kjeld Jensen er den frygtsomme og lidt langsomme person i Olsen-banden-filmene. Han spilles af Poul Bundgaard.